# Västra Torups landskommun
Västra Torups landskommun var en tidigare kommun i dåvarande Kristianstads län.

## Administrativ historik
Kommunen bildades i Torups socken i Västra Göinge härad i Skåne när 1862 års kommunalförordningar trädde i kraft. Namnet var före 27 augusti 1926 Torups landskommun.
I kommunen inrättades 2 november 1928 en del av Tyringe municipalsamhälle, den andra delen i Finja landskommun.
Vid kommunreformen 1952 uppgick kommunen med municipalsamhället i Tyringe landskommun som 1974 uppgick i Hässleholms kommun.

## Politik

### Mandatfördelning i Västra Torups landskommun 1938-1946
| 8 | 12 |

| 19 |

| 6 | 14 |

| 20 |

| 5 | 15 |

| 20 |